# 津田永忠

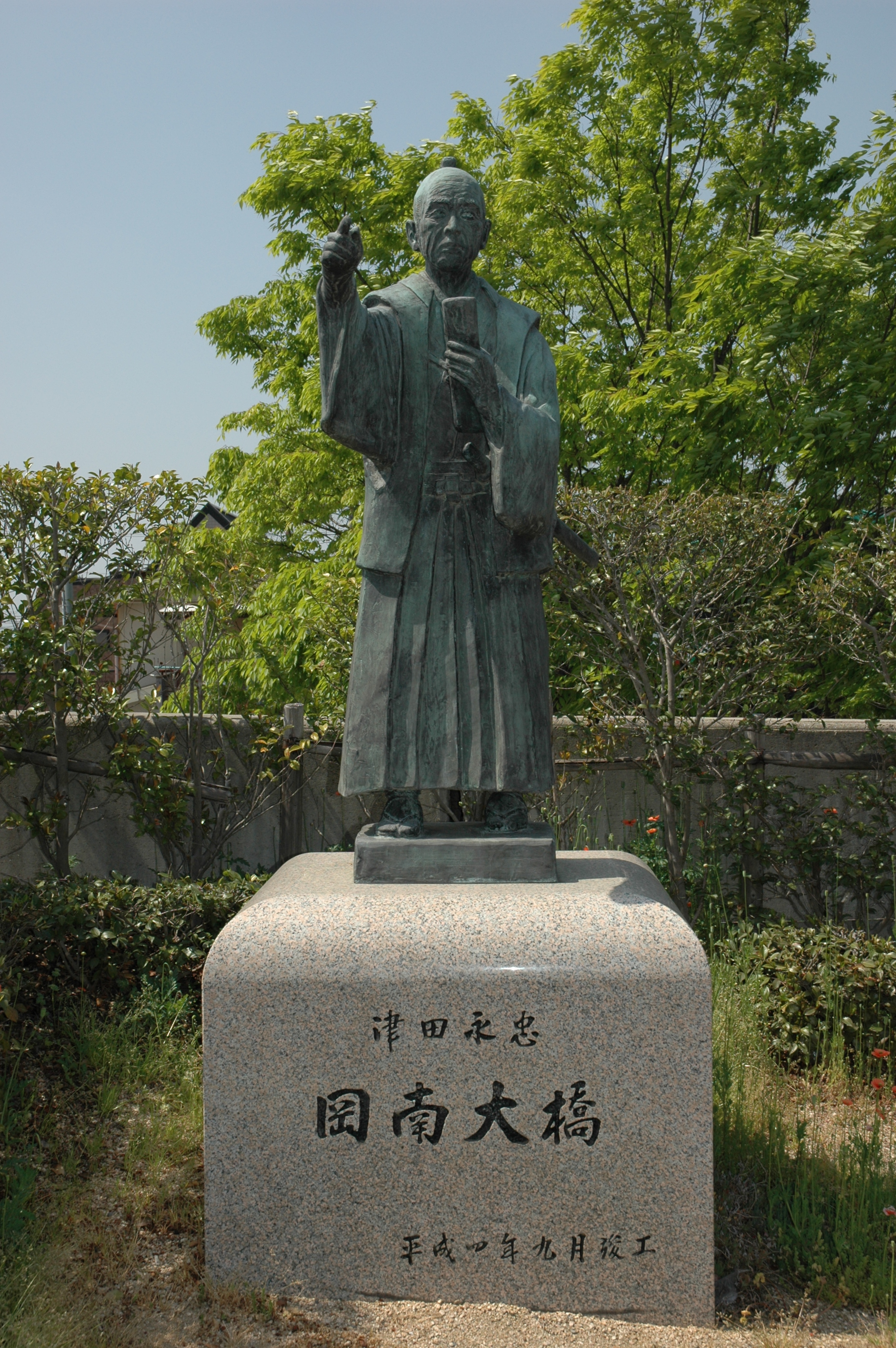
津田永忠像（岡南大橋）

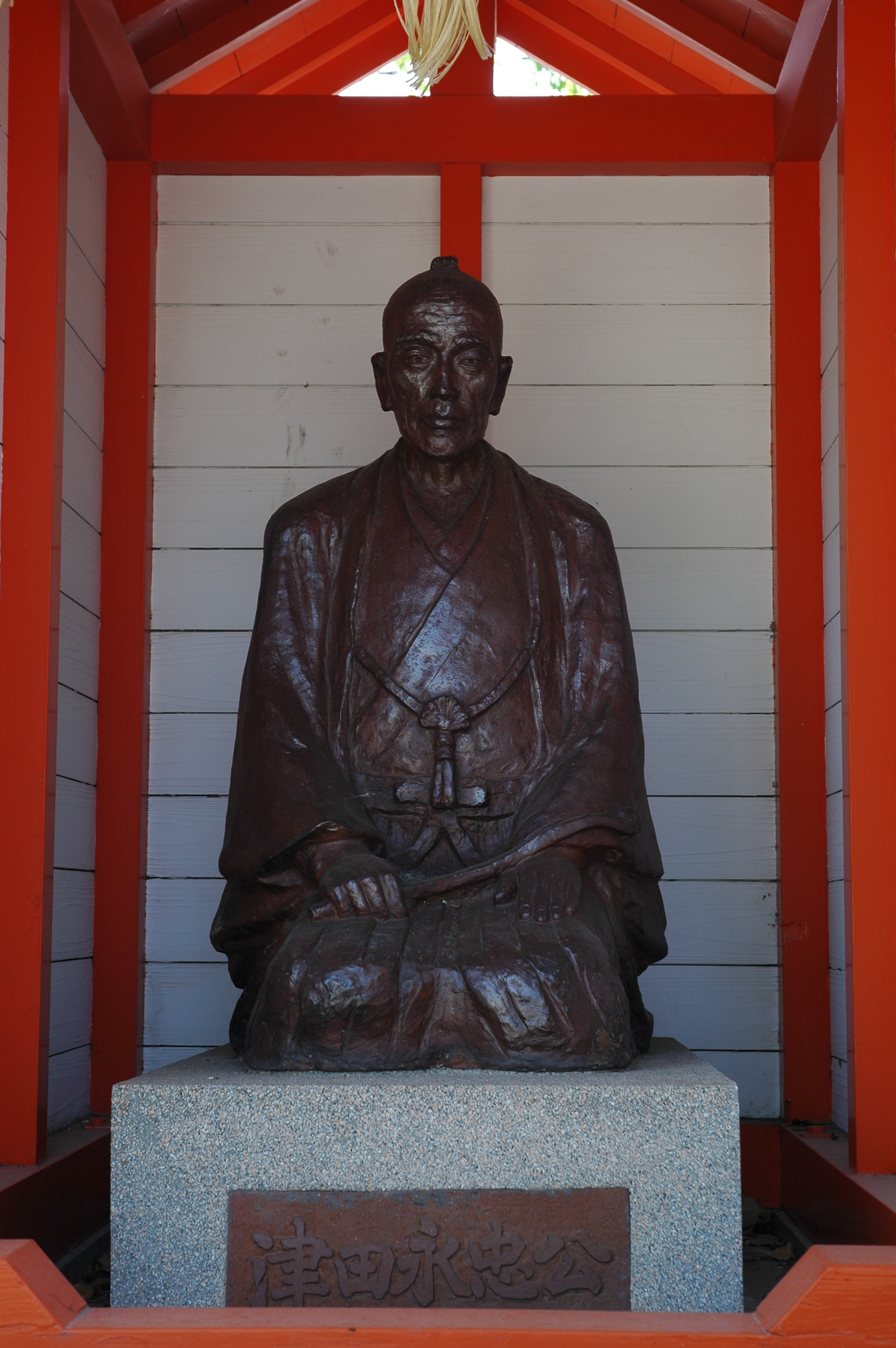
津田永忠像（沖田神社）

津田 永忠（つだ ながただ、寛永17年（1640年） - 宝永4年2月5日（1707年3月8日））は、江戸時代前期の岡山藩士。岡山藩主の補佐役として土木事業を行い、藩の産業・生活の基盤造りに尽力した。

## 生涯
現在の岡山市弓之町で、600石取りの岡山藩士津田左源太の第六子（三男）として生まれる。幼名は又六。字は最初、八大夫のちに重二郎、晩年は父の名を嗣ぎ左源太と名乗る。
14歳のとき藩主・池田光政に初めて拝謁し、児小姓に取り立てられる。光政に才能を認められ20歳で児小姓仲間横目役となり、のち150石取りに昇進。25歳で300石取りとなり藩政の最高評議機関である評定所に列座する。
寛文7年（1667年）和意谷池田家墓所造営の総奉行に中村久兵衛と共に任命された。これが土木事業の最初の仕事となった。これは京都妙心寺護国院にあった池田家先祖の墓を和意谷敦土山（あづちやま、備前市吉永町）に改葬する事業である。
寛文9年（1669年）旭川の洪水から岡山城下を守るために旭川の増水時の越流堰（荒手）を城下の上流に造成し、中川（現在の百間川の位置）に放水することとしたが、中川には流下能力が十分なく城下は守られたものの中川周辺は度々氾濫した。寛文10年（1670年）には閑谷学校建設を任された。また、閑谷学校の南方にある友延新田へは、古代中国周時代の井田制による地割を実施するも数年で制度は頓挫したが、学校田とすることにより同校の経済基盤を安定させた。寛文12年（1672年）光政が隠居し綱政が藩主となる。延宝元年（1673年）閑谷学校の東部に屋敷を造営する。貞享3年（1686年）から4年かけて中川の周辺の水田地帯の真ん中に堤防を築堤する百間川の築堤と水路開削。
岡山藩も新田開発に注力するようになり、延宝7年（1679年）初の藩営干拓事業として倉田三新田約291ヘクタールが開かれた。新田開発においては普請奉行の田坂与七郎や近藤七助らが、永忠の補佐役となった。また、この新田開発に必要な用水確保のため吉井川の吉井水門から取水する用水路と、吉井川から児島湾を経由せずに城下へ直行する運河を兼ねた倉安川を同年（1679年）開削した。
天和2年（1682年）には郡代となる。貞享2年（1685年）には干拓地の湛水被害を防ぐための遊水地である大水尾（おおみお）と、下部に排水樋門を備えた潮止堤防を設けた幸島新田約556ヘクタールが開かれる。貞享4年（1687年）大名庭園である後楽園の造営に着手、元禄13年（1700年）に完成した。元禄4年（1691年）幸島新田で有効性が確かめられた大水尾と潮止堤防を設けた沖新田が開かれ、藩が手がけた最後で最大の干拓新田は約1,902ヘクタールに達した。元禄10年（1697年）岩盤掘削等の難工事の末、田原用水工事を完成させる。元禄11年（1698年）藩主の菩提寺となる曹源寺を造営。宝永元年（1704年）65歳で閑谷に隠居する。 宝永4年（1707年）病を得て没する。享年68。
藩の基盤整備に尽力した永忠であったが、嫡子の八助永元（梶坂左四郎）には苦労していたようである。博打に手を染めるなど放蕩を繰り返し、座敷牢に押し込められたが逃亡し行方不明となるなどしていたようだ。これにはさすがの永忠も堪忍袋の緒が切れたようで元禄11年に廃嫡している。
明治43年（1910年）、従四位を追贈された。

## 世界遺産を目指して
学識経験者や市民などの有志により構成されている「岡山世界遺産推進委員会」は、永忠が大きく関わったとされる吉井水門や後楽園など多くの史跡を世界遺産候補として国内申請する決議を採択した。特に日本最古の庶民教育施設である閑谷学校や日本三名園の一つ後楽園、吉井水門の3点を登録数の少ない農業・土木遺産群に申請する意向としている。
一方、造成した施設群のうち、倉安川、吉井水門、百間川は、令和元年（2019年）に世界かんがい施設遺産に登録された。

## 家系
岡山藩津田家は織田信長の同族であり、桓武平氏平資盛の子とされる平親真を祖とした一族で、出羽守信勝が初めて津田の名字を名乗ったとされる。信勝の子が左京亮政景で、織田信長に仕えたが天正10年（1582年）の本能寺の変で信長が横死すると池田恒興、その死後は池田輝政に仕え、三河国吉田で500石の知行を得ていた。
慶長5年（1600年）の関ヶ原の戦いの後に隠居、友心と号して、播磨国姫路藩主となった輝政の祐筆を務め、元和4年（1618年）に死去した。
その子が津田弥次右衛門政長で、慶長12年（1607年）に父より先に死去している。この政長の子が、永忠の父の津田左源太貞永である。
貞永の子は嫡子となった八左衛門永守の系統と三男の永忠の系統が続き、永守の系統は源右衛門永清、弥次右衛門永観、源右衛門永澄と続く。
永忠には6男4女がいたが、長男猪乃助、長女ツヤは成人前に死亡している。また前述のように不行跡のあった次男の八助永元を廃嫡しており、三男の永恭が永忠の跡継ぎとなった。四男の永倫にも300石を与え、分家を立てさせた。

## 墓所

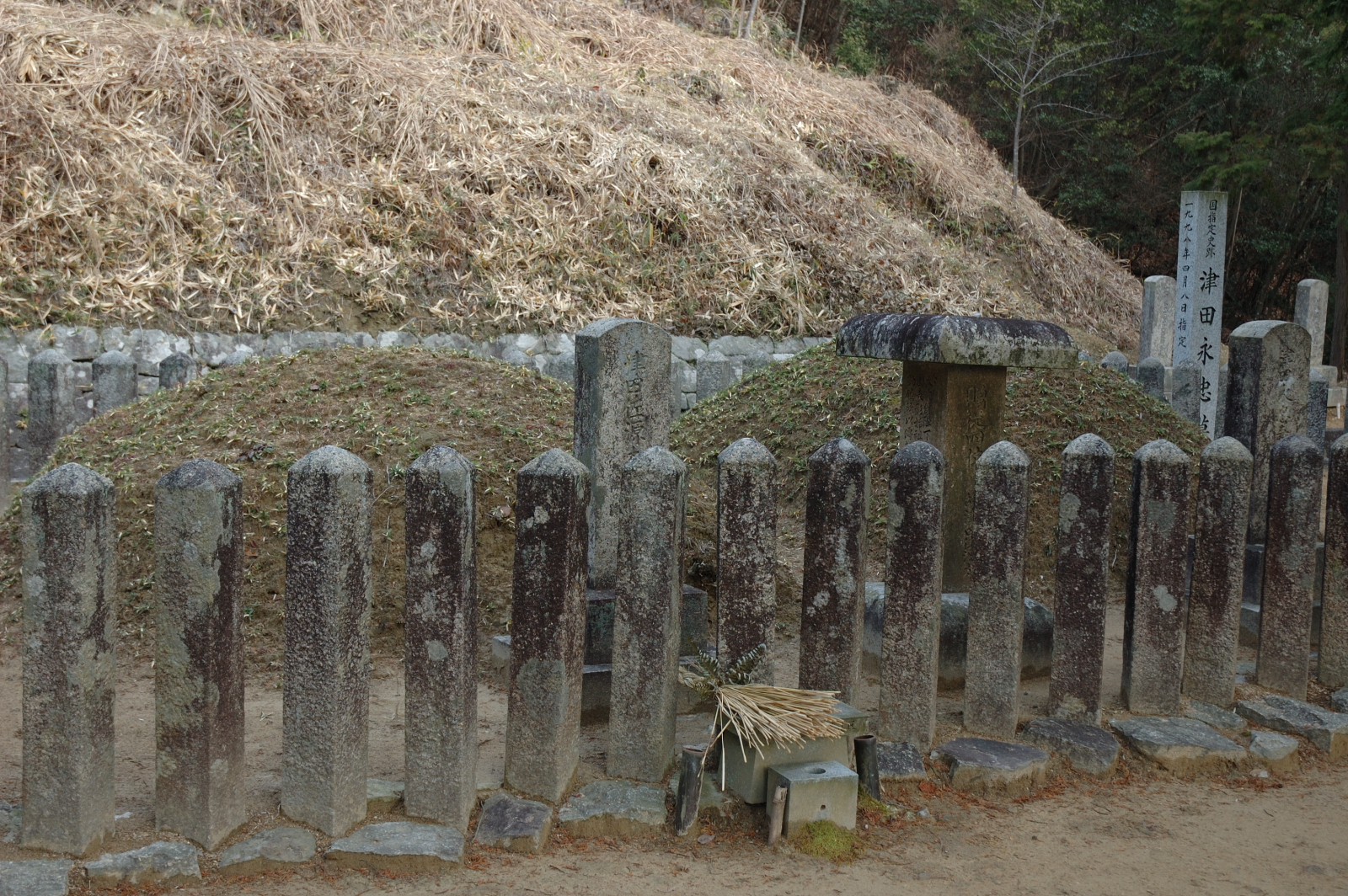
津田永忠夫妻の墓

墓所は和気郡和気町にあり、和意谷池田家墓所・曹源寺の両墓所とともに「岡山藩主池田家墓所附津田永忠墓」として国の史跡に指定されている。永忠夫妻の墓の奥に、両親貞永夫妻の墓がある。墓の様式は主君光政に倣い儒教式となっている。